# Годибер (лунный кратер)
Кратер Годибер (лат. Gaudibert) — крупный древний ударный кратер на северо-восточной границе Моря Нектара на видимой стороне Луны. Название присвоено в честь французского астронома Казимира Мариа Годибера (1823—1901) и утверждено Международным астрономическим союзом в 1935 г. Образование кратера относится к нектарскому периоду.

## Описание кратера
Ближайшими соседями кратера являются кратер Дагер на западе-юго-западе, кратеры Исидор и Капелла на северо-западе, кратер Гутенберг на северо-востоке, кратеры Гоклений и Магеллан на востоке, а также кратер Боненбергер на юге-юго-востоке. На юго-западе от кратера находится Море Нектара; на северо-западе располагается долина Капеллы; на северо-востоке — Море Изобилия; на юго-востоке горы Пиренеи. Селенографические координаты центра кратера 10°56′ ю. ш. 37°49′ в. д. / 10,93° ю. ш. 37,82° в. д., диаметр 33,1 км, глубина 0,62 км.
Кратер имеет полигональную форму, невысокий вал перекрытый множеством мелких кратеров, сильно разрушен. Средняя высота вала кратера над окружающей местностью 960 м, объем кратера составляет приблизительно 820 км³. Дно чаши кратера сильно пересеченное, c хаотично расположенными хребтами. Имеется группа центральных холмов с возвышением 2000—2500 м.

## Сечение кратера
На приведенном графике представлено сечение кратера в различных направлениях, масштаб по оси ординат указан в футах, масштаб в метрах указан в верхней правой части иллюстрации.

## Сателлитные кратеры

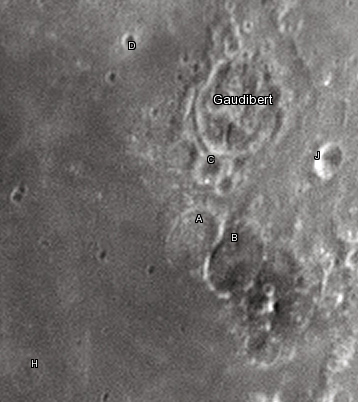
Снимок Девида Кемпбелла.

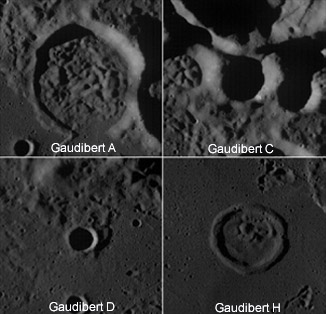
Сателлитные кратеры Годибер А,С,D,H. Снимок Lunar Reconnaissance Orbiter.

| Годибер | Координаты                                            | Диаметр, км |
| ------- | ----------------------------------------------------- | ----------- |
| A       | 12°12′ ю. ш. 37°56′ в. д. / 12,2° ю. ш. 37,94° в. д.  | 17,7        |
| B       | 12°19′ ю. ш. 38°34′ в. д. / 12,32° ю. ш. 38,56° в. д. | 21,0        |
| C       | 11°34′ ю. ш. 37°48′ в. д. / 11,57° ю. ш. 37,8° в. д.  | 8,0         |
| D       | 10°37′ ю. ш. 36°20′ в. д. / 10,61° ю. ш. 36,34° в. д. | 4,0         |
| H       | 13°50′ ю. ш. 36°43′ в. д. / 13,83° ю. ш. 36,72° в. д. | 10,3        |
| J       | 11°11′ ю. ш. 39°10′ в. д. / 11,18° ю. ш. 39,16° в. д. | 10,0        |